# Maik Walpuski
Maik Walpuski (* 1977 in Dorsten) ist ein deutscher Lehrer, Hochschullehrer und Professor für die Didaktik der Chemie. Er lehrt an der Universität Duisburg-Essen.

## Leben und Wirken
Walpuski schloss 1996 die Schule mit dem Abitur ab. Er nahm ein Chemietechnikstudium an der TU Dortmund auf, wechselte aber 1997 in einen Lehramtsstudiengang Chemie und Deutsch für die Sekundarstufe II an die Universität Duisburg-Essen. 2002 legte er das erste Staatsexamen ab und arbeitete anschließend als Wissenschaftlicher Mitarbeiter für Chemiedidaktik der Universität Duisburg-Essen. Walpuski wurde 2006 zum Dr. rer. nat. promoviert. Anschließend absolvierte er das Referendariat am Alexander-Hegius-Gymnasium in Ahaus und im Studienseminar Bocholt. Das Referendariat schloss er 2007 mit dem zweiten Staatsexamen ab.
Von 2007 bis 2009 war Walpuski erneut an der Universität Duisburg-Essen tätig, diesmal als Akademischer Rat auf Zeit. Er wurde im Jahr 2009 Juniorprofessor für die Didaktik der Chemie an der Universität Osnabrück. Im Jahr 2011 erhielt Walpuski einen Ruf an die Leuphana Universität für die Didaktik der Naturwissenschaften, welchen er annahm. Dort lehrte er ein Semester. Seit 2011 ist er Professor für die Didaktik der Chemie an der Universität Duisburg-Essen.
Walpuski war von 2013 bis 2015 der geschäftsführende Direktor des Zentrums für empirische Bildungsforschung. Er ist seit 2018 Prodekan der Fakultät für Chemie an der Universität Duisburg-Essen. Walpuski ist geschäftsführender Herausgeber der Zeitschrift für Didaktik der Naturwissenschaften, die die Zeitschrift der Gesellschaft für Didaktik der Chemie und Physik und der Fachsektion Didaktik der Biologie im VBIO ist.
Walpuski war Antragsteller und Leiter des vom Bundesministerium für Bildung und Forschung geförderten Projektes CASSIS (Chemie, Sozialwissenschaften und Ingenieurwissenschaften: Studienerfolg und Studienabbruch). Dieses erstreckte sich über den Zeitraum von 2017 bis 2020. Das Projekt untersuchte die Gründe für den Studienabbruch nach Fächern und auch nach Hochschultypen, d. h. nach Universitäten und Fachhochschulen.

## Schriften (Auswahl)
- mit Vanessa Fischer, Martin Lang, Detlev Leutner, Sabine Manzel, Elke Sumfleth: Chemie, Sozialwissenschaften und Ingenieurwissenschaften: Studienerfolg und Studienabbruch. In: Studienerfolg und Studienabbruch. Springer Fachmedien, Wiesbaden 2021, ISBN 978-3-658-32892-4, S. 151–175, doi:10.1007/978-3-658-32892-4_7.
- mit A. Kauertz, H. Fischer, N. Kampa, J. Mayer, Elke Sumfleth & N. Wellnitz: ESNaS – Evaluation der Standards für die Naturwissenschaften in der Sekundarstufe I. In: A. Gehrmann, U. Hericks, M. Lüders (Hrsg.): Bildungsstandards und Kompetenzmodelle – Eine Verbesserung der Qualität von Schule, Unterricht und Lehrerbildung. Klinkhardt, 2010, S. 171–184.
- mit Elke Sumfleth: The use of video data to evaluate inquiry situations in chemistry education. In: T. Janík & T. Seidel (Hrsg.): The power of video studies in investigating and learning in the classroom. Waxmann, 2009, S. 121–133.
- mit Elke Sumfleth: Strukturierungshilfen und Feedback zur Unterstützung experimenteller Kleingruppenarbeit im Chemieunterricht, in: Zeitschrift für Didaktik der Naturwissenschaften Biologie, Chemie, Physik  (ZfDN), Jahrgang 13/2007
- Optimierung von experimenteller Kleingruppenarbeit durch Strukturierungshilfen und Feedback: eine empirische Studie (= Studien zum Physik- und Chemielernen). Logos-Verlag, Berlin 2006, ISBN 978-3-8325-1184-5.